# Basketball Africa League 2021
La Basketball Africa League 2021 è stata la prima edizione della Basketball Africa League. Il campionato è stato organizzato dalla NBA in collaborazione con la FIBA. La BAL ha rimpiazzato la FIBA Africa Basketball League come prima competizione africana. A causa della pandemia di COVID-19 in Africa, la competizione è stata spostata dal 2020 al 2021, spostando tutte le gare alla Kigali Arena di Kigali, Ruanda.
Tra ottobre e dicembre 2019, i campioni nazionali di ogni paese africano si sono affrontati nelle qualificazioni per ottenere uno dei sei posti disponibili per la fase finale del torneo. Gli altri sei posti sono stati direttamente assegnati a sei squadre che hanno vinto i campionati nazionali di Angola, Egitto, Marocco, Nigeria, Senegal e Tunisia.
Lo Zamalek si è laureato campione vincendo la finale contro l'US Monastir con il punteggio di 63-76.

## Panoramica
Il 1º agosto 2019 vengono annunciate le sette città che ospiteranno la fase iniziale del torneo. Inoltre viene scelta la Kigali Arena, palazzetto di Kigali, capitale del Ruanda, come sede delle prime Final Four.
Il 16 febbraio 2020, nella notte dell'NBA All-Star Game, il presidente della BAL, Amadou Gallo Fall, annuncia che il torneo inizierà il 13 marzo 2020.
Il 20 febbraio 2020, le dodici squadre sono state divise in due conference, chiamate rispettivamente Sahara e Nile Conference.

### Effetti della pandemia di COVID-19
Il 3 marzo 2020, la BAL annuncia che la stagione verrà posticipata a causa della pandemia di COVID-19. La decisione è stata presa in seguito alle raccomandazioni del governo senegalese.
A novembre dello stesso anno, il torneo viene nuovamente posticipato direttamente al 2021. Il 29 marzo 2021 viene annunciato che il torneo inizierà il 16 maggio; tutta la competizione si terrà alla Kigali Arena, mentre le squadre verranno divise in tre gruppi da quattro squadre ciascuno. Viene infatti creata una "bolla" per tutte le squadre, dove ogni giocatore viene testato regolarmente contro il COVID-19.

## Qualificazioni
Tutte le squadre vincitrici di ogni campionato nazionale africano, hanno partecipato alle qualificazioni per ottenere uno dei dodici posti a disposizione. Dei dodici posti, sei sono stati assegnati di ufficio alle squadre vincitrici del campionato angolano, egiziano, marocchino, nigeriano, senegalese e tunisino. Le altre sei squadre si sono invece qualificate tramite il torneo di qualificazione.

### Qualificazione diretta
La FIBA ha annunciato che le sei squadre delle nazioni ospitanti, si sono qualificate direttamente al torneo; la stessa sorte non è però capitata alla squadra ruandese, nazione ospitante delle Final Four.
| N° | Nazione | Squadra        | Note                   |
| -- | ------- | -------------- | ---------------------- |
| 1  | Angola  | Petro Atlético | Qualificazione diretta |
| 2  | Egitto  | Zamalek        | Qualificazione diretta |
| 3  | Marocco | A.S. Salé      | Qualificazione diretta |

| N° | Nazione | Squadra        | Note                   |
| -- | ------- | -------------- | ---------------------- |
| 4  | Nigeria | Rivers Hoopers | Qualificazione diretta |
| 5  | Senegal | A.S. Douanes   | Qualificazione diretta |
| 6  | Tunisia | U.S. Monastir  | Qualificazione diretta |

### Tornei di qualificazione
Tutti i membri della FIBA Africa hanno potuto scegliere una squadra da iscrivere ai tornei di qualificazione per questa edizione. Un totale di 31 squadre hanno partecipato al primo turno di qualificazione, il quale era diviso in sei gironi con sei diverse città ospitanti. I tornei di qualificazione si sono svolti dal 16 ottobre al 21 dicembre 2019.
| N° | Nazione            | Squadra                | Note        |
| -- | ------------------ | ---------------------- | ----------- |
| 1  | Algeria            | G.S. Pétroliers        | Qualificata |
| 2  | Benin              | ASPAC                  |             |
| 3  | Botswana           | Dolphins               |             |
| 4  | Burundi            | Dynamo                 |             |
| 5  | Camerun            | FAP                    | Qualificata |
| 6  | Comore             | Usoni                  |             |
| 7  | Costa d'Avorio     | ABC                    |             |
| 9  | Etiopia            | Hawassa City           |             |
| 10 | Gabon              | Manga                  |             |
| 11 | Ghana              | Braves of Customs      |             |
| 12 | Guinea             | SLAC                   |             |
| 13 | Guinea Equatoriale | Virgen Maria de Africa |             |
| 14 | Kenya              | KPA                    |             |
| 15 | Liberia            | NPA Pythons            |             |
| 16 | Libia              | Al-Nasr Benghazi       |             |
| 17 | Madagascar         | GNBC                   | Qualificata |

| N° | Nazione            | Squadra               | Note        |
| -- | ------------------ | --------------------- | ----------- |
| 18 | Malawi             | Brave Hearts          | Ritirata    |
| 19 | Mali               | A.S. Police           | Qualificata |
| 20 | Mozambico          | Ferroviário de Maputo | Qualificata |
| 21 | Namibia            | Lions Club            |             |
| 22 | Niger              | A.S. Nigelec          |             |
| 23 | RD del Congo       | ASB Mazembe           |             |
| 24 | Rep. Centrafricana | Abeilles              | Ritirata    |
| 25 | Ruanda             | Patriots              | Qualificata |
| 26 | Seychelles         | Beau Vallon Heat      |             |
| 27 | Sudafrica          | Jozi Nuggets          |             |
| 28 | Sudan del Sud      | Cobra                 |             |
| 29 | Tanzania           | JKT                   |             |
| 30 | Uganda             | City Oilers           |             |
| 31 | Zambia             | UNZA Pacers           |             |
| 32 | Zimbabwe           | Mercenaries           |             |

## Squadre partecipanti
| Squadra               | Città                  | Allenatore               | Capitano           |
| --------------------- | ---------------------- | ------------------------ | ------------------ |
| A.S. Douanes          | Dakar, Senegal         | Pabi Gueye               | Alkaly Ndour       |
| A.S. Police           | Bamako, Mali           | Babacar Kanouté          | Badra Samaké       |
| A.S. Salé             | Salé, Marocco          | Said El Bouzidi          | Zakaria El Masbahi |
| FAP                   | Yaoundé, Camerun       | Lazare Adingono          | Ebaku Akumenzoh    |
| Ferroviário de Maputo | Maputo, Mozambico      | Milagre Macome           | Custódio Muchate   |
| GNBC                  | Antsirabe, Madagascar  | Lova Navalona Raharidera | Francis Mory       |
| G.S. Pétroliers       | Algeri, Algeria        | Sofiane Boulahia         | Mustapha Adrar     |
| Patriots              | Kigali, Ruanda         | Alan Major               | Aristide Mugabe    |
| Petro Atlético        | Luanda, Angola         | José Alves Neto          | Leonel Paulo       |
| Rivers Hoopers        | Port Harcourt, Nigeria | Ogoh Odaudu              | Belema Alamin      |
| U.S. Monastir         | Monastir, Tunisia      | Mounir Ben Slimen        | Radhouane Slimane  |
| Zamalek               | Il Cairo, Egitto       | Agustí Julbe             | Haytham Elsaharty  |

### Giocatori stranieri
Ad ogni squadra partecipante è stato permesso di avere quattro giocatori stranieri nel suo roster, di cui solo due non africani.
| Squadra               | Giocatore 1       | Giocatore 2     | Giocatore 3       | Giocatore 4       |
| --------------------- | ----------------- | --------------- | ----------------- | ----------------- |
| A.S. Douanes          | Chris Cokley      | Hassan Attia    | Mohamed Sadi      |                   |
| A.S. Salé             | Ra'Shad James     | Terrell Stoglin | Johndre Jefferson |                   |
| A.S. Police           | Ibrahima Thomas   | Jawachi Nzeakor | Mylo Mitchell     |                   |
| FAP                   | Abdoulaye Harouna | Marcus Thomas   | Matthew Hezekiah  |                   |
| Ferroviário de Maputo | Adjehi Baru       | Álvaro Masa     | Demarcus Holland  | Myck Kabongo      |
| GNBC                  | Cameron Ridley    |                 |                   |                   |
| G.S. Pétroliers       |                   |                 |                   |                   |
| Patriots              | Jermaine Cole     | Tom Wamukota    | Brandon Costner   |                   |
| Petro Atlético        | Ryan Richards     | Antwan Scott    |                   |                   |
| Rivers Hoopers        | Robinson Opong    | Chris Daniels   | Taren Sullivan    |                   |
| U.S. Monastir         | Ater Majok        | Wael Arakji     | Chris Crawford    |                   |
| Zamalek               | Chinemelu Elonu   | Michael Fakuade | Walter Hodge      | Souleyman Diabaté |

## Sedi
Il 1º agosto, la NBA annuncia quali saranno le sette città che ospiteranno la regular season del torneo. Sei città in sei diverse nazioni ospiteranno le gare della fase iniziale, rispettivamente tre città per ogni conference. La Kigali Arena di Kigali viene invece scelta come sede delle Final Four. A causa della pandemia di COVID-19, viene successivamente deciso che tutto il torneo si svolgerà nella bolla della Kigali Arena.
| Arena                              | Capacità | Città             |
| ---------------------------------- | -------- | ----------------- |
| Dakar Arena                        | 15 000   | Dakar, Senegal    |
| Cairo Stadium Indoor Halls Complex | 16 500   | Il Cairo, Egitto  |
| Salle El Bouâzzaoui                | 2 000    | Salé, Marocco     |
| Kilamba Arena                      | 2 270    | Luanda, Angola    |
| Kigali Arena (Final Four)          | 10 000   | Kigali, Ruanda    |
| National Stadium                   | 3 000    | Lagos, Nigeria    |
| Mohamed-Mzali Sports Hall          | 4 075    | Monastir, Tunisia |

## Fase a gironi
La fase a gironi ha avuto inizio il 16 maggio e si è conclusa il 24 maggio 2021. Inizialmente la fase a gironi era divisa in due conference di sei squadre ognuna. Ogni squadra avrebbe giocato cinque partite, una contro ognuna delle altre formazioni, le prime tre squadre di ogni girone si sarebbero qualificate per le Super 6.
Il format della competizione è stato però cambiato a causa della pandemia di COVID-19. Le dodici compagini, sono state divise in tre gruppi formati da quattro squadre ciascuno; le prime due classificate di ogni gironi e le due migliori terze classificate, si qualificano per i play-off.

### Gruppo A
| Pos | Squadra        | G | V | P | PF  | PS  | DP  | Qualificazione          |        | USM   | PAT   | RIV   | GNB   |
| --- | -------------- | - | - | - | --- | --- | --- | ----------------------- | ------ | ----- | ----- | ----- | ----- |
| 1   | U.S. Monastir  | 3 | 3 | 0 | 303 | 211 | +92 | Qualificate ai play-off |        | —     |       | 91–75 |       |
| 2   | Patriots (H)   | 3 | 2 | 1 | 236 | 223 | +13 | Qualificate ai play-off |        |       | —     | 83–60 | 78–72 |
| 3   | Rivers Hoopers | 3 | 1 | 2 | 210 | 251 | −41 |                         |        | 70–99 |       | —     |       |
| 4   | GNBC           | 3 | 0 | 3 | 207 | 271 | −64 |                         | 66–113 |       | 69–80 | —     |       |

### Gruppo B
| Pos | Squadra        | G | V | P | PF  | PS  | DP  | Qualificazione          |  | PDL   | ASS   | FAP   | POL   |
| --- | -------------- | - | - | - | --- | --- | --- | ----------------------- |  | ----- | ----- | ----- | ----- |
| 1   | Petro Atlético | 3 | 3 | 0 | 247 | 208 | +39 | Qualificate ai play-off |  | —     | 97–78 |       | 84–66 |
| 2   | A.S. Salé      | 3 | 2 | 1 | 253 | 260 | −7  | Qualificate ai play-off |  |       | —     | 87–84 | 88–79 |
| 3   | FAP            | 3 | 1 | 2 | 235 | 218 | +17 |                         |  | 64–66 |       | —     | 87–65 |
| 4   | A.S. Police    | 3 | 0 | 3 | 210 | 259 | −49 |                         |  |       |       | —     |       |

### Gruppo C
| Pos | Squadra               | G | V | P | PF  | PS  | DP  | Qualificazione          |  | ZAM   | FVM   | ASD   | GSP   |
| --- | --------------------- | - | - | - | --- | --- | --- | ----------------------- |  | ----- | ----- | ----- | ----- |
| 1   | Zamalek               | 3 | 3 | 0 | 254 | 181 | +73 | Qualificate ai play-off |  | —     | 71–55 |       | 97–64 |
| 2   | Ferroviário de Maputo | 3 | 2 | 1 | 229 | 218 | +11 | Qualificate ai play-off |  |       | —     | 88–74 |       |
| 3   | A.S. Douanes          | 3 | 1 | 2 | 230 | 250 | −20 |                         |  | 62–86 |       | —     | 94–76 |
| 4   | G.S. Pétroliers       | 3 | 0 | 3 | 213 | 277 | −64 |                         |  | 73–86 |       | —     |       |

### Classifica delle terze qualificate
| Pos | Gr | Squadra        | G | V | P | PF  | PS  | DP  | Pt | Qualificazione          |
| --- | -- | -------------- | - | - | - | --- | --- | --- | -- | ----------------------- |
| 1   | B  | FAP            | 3 | 1 | 2 | 235 | 218 | +17 | 4  | Qualificate ai play-off |
| 2   | C  | A.S. Douanes   | 3 | 1 | 2 | 230 | 250 | −20 | 4  | Qualificate ai play-off |
| 3   | A  | Rivers Hoopers | 3 | 1 | 2 | 210 | 251 | −41 | 4  |                         |

## Play-off
In base ai risultati della fase a gironi, le otto squadre qualificate sono state inserite nel tabellone dei play-off. Tutte le partite si sono giocate in gare ad eliminazione diretta.
I play-off hanno avuto inizio il 26 maggio e si sono concludi il 30 maggio con la finale.

### Tabellone
|  | Quarti di finale      | Quarti di finale      | Quarti di finale      |                       |                       | Semifinali            | Semifinali            | Semifinali            |                       |                       | Finale                | Finale                 | Finale                 |                        |                       |
|  |                       |                       |                       |                       |                       |                       |                       |                       |                       |                       |                       |                        |                        |                        |                       |
|  | 27 maggio – 17:30 GMT |                       |                       |                       |                       |                       |                       |                       |                       |                       |                       |                        |                        |                        |                       |
|  | 1                     | U.S. Monastir         | 86                    |                       |                       |                       |                       |                       |                       |                       |                       |                        |                        |                        |                       |
|  | 8                     | A.S. Douanes          | 62                    |                       |                       | 29 maggio – 17:30 GMT | 29 maggio – 17:30 GMT | 29 maggio – 17:30 GMT | 29 maggio – 17:30 GMT | 29 maggio – 17:30 GMT |                       |                        |                        |                        |                       |
|  |                       |                       |                       |                       | 1                     | U.S. Monastir         | 87                    |                       |                       |                       |                       |                        |                        |                        |                       |
|  | 27 maggio – 19:00 GMT | 27 maggio – 19:00 GMT | 27 maggio – 19:00 GMT | 27 maggio – 19:00 GMT |                       | 4                     | Patriots              | 46                    |                       |                       |                       |                        |                        |                        |                       |
|  | 4                     | Patriots              | 73                    |                       |                       |                       |                       |                       |                       |                       |                       |                        |                        |                        |                       |
|  | 5                     | Ferroviário de Maputo | 71                    |                       |                       |                       |                       |                       |                       |                       | 30 maggio – 14:00 GMT | 30 maggio – 14:00 GMT  | 30 maggio – 14:00 GMT  | 30 maggio – 14:00 GMT  | 30 maggio – 14:00 GMT |
|  |                       |                       |                       |                       |                       |                       |                       |                       |                       |                       | 1                     | U.S. Monastir          | 63                     |                        |                       |
|  | 26 maggio – 15:30 GMT | 26 maggio – 15:30 GMT | 26 maggio – 15:30 GMT | 26 maggio – 15:30 GMT | 26 maggio – 15:30 GMT |                       |                       |                       |                       |                       | 2                     | Zamalek                | 76                     |                        |                       |
|  | 2                     | Zamalek               | 73                    |                       |                       |                       |                       |                       |                       |                       |                       |                        |                        |                        |                       |
|  | 7                     | FAP                   | 53                    |                       |                       | 29 maggio – 13:00 GMT | 29 maggio – 13:00 GMT | 29 maggio – 13:00 GMT | 29 maggio – 13:00 GMT | 29 maggio – 13:00 GMT |                       | Finale per il 3º posto | Finale per il 3º posto | Finale per il 3º posto |                       |
|  |                       |                       |                       |                       | 2                     | Zamalek               | 89                    |                       | 30 maggio – 10:30 GMT | 30 maggio – 10:30 GMT | 30 maggio – 10:30 GMT | 30 maggio – 10:30 GMT  | 30 maggio – 10:30 GMT  |                        |                       |
|  | 26 maggio – 19:00 GMT | 26 maggio – 19:00 GMT | 26 maggio – 19:00 GMT | 26 maggio – 19:00 GMT |                       | 3                     | Petro Atlético        | 71                    |                       |                       | 4                     | Patriots               | 68                     |                        |                       |
|  | 3                     | Petro Atlético        | 79                    |                       |                       |                       |                       |                       |                       | 3                     | Petro Atlético        | 97                     |                        |                        |                       |
|  | 6                     | A.S. Salé             | 72                    |                       |                       |                       |                       |                       |                       |                       |                       |                        |                        |                        |                       |

### Quarti di finale
| Kigali 26 maggio 2021, ore 15:30 GMT | Zamalek    | 82 – 53           | FAP | Kigali Arena (514 spett.) |
| Hodge 18 Punti 21 Harouna Hodge 6 Assist 3 Thomas Jr. Tre giocatori 8 Rimbalzi 8 Hezekiah, Nkene Agustí Julbe Allenatori Lazare Adingono |            |                   |     |                           |
| |            |                   |     |                           |
| Hodge 18 | Punti      | 21 Harouna        |     |                           |
| Hodge 6 | Assist     | 3 Thomas Jr.      |     |                           |
| Tre giocatori 8 | Rimbalzi   | 8 Hezekiah, Nkene |     |                           |
| Agustí Julbe | Allenatori | Lazare Adingono   |     |                           |

| Kigali 26 maggio 2021, ore 19:00 GMT                                                                                             | Petro Atlético | 79 – 72         | AS Salé | Kigali Arena (543 spett.) |
| Gonçalves 19 Punti 30 Stoglin Gonçalves 6 Assist 6 El Mahsini Gonçalves 10 Rimbalzi 9 Najah José Neto Allenatori Said El Bouzidi |                |                 |         |                           |
| |                |                 |         |                           |
| Gonçalves 19 | Punti          | 30 Stoglin      |         |                           |
| Gonçalves 6 | Assist         | 6 El Mahsini    |         |                           |
| Gonçalves 10 | Rimbalzi       | 9 Najah         |         |                           |
| José Neto | Allenatori     | Said El Bouzidi |         |                           |

| Kigali 27 maggio 2021, ore 17:30 GMT                                                                             | U.S. Monastir | 86 – 62    | AS Douanes | Kigali Arena (643 spett.) |
| Majok 17 Punti 15 Diallo Abada 8 Assist 6 Faye Slimane 9 Rimbalzi 5 Diop Mounir Ben Slimen Allenatori Pabi Gueye |               |            |            |                           |
| |               |            |            |                           |
| Majok 17 | Punti         | 15 Diallo  |            |                           |
| Abada 8 | Assist        | 6 Faye     |            |                           |
| Slimane 9 | Rimbalzi      | 5 Diop     |            |                           |
| Mounir Ben Slimen                                                                                                | Allenatori    | Pabi Gueye |            |                           |

| Kigali 27 maggio 2021, ore 19:00 GMT                                                                                       | Patriots   | 73 – 71        | Ferr. Maputo | Kigali Arena (1704 spett.) |
| Gasana 23 Punti 13 Holland Costner 5 Assist 8 Holland Tre giocatori 5 Rimbalzi 9 Masa Alan Major Allenatori Milagre Macome |            |                |              |                            |
| |            |                |              |                            |
| Gasana 23 | Punti      | 13 Holland     |              |                            |
| Costner 5 | Assist     | 8 Holland      |              |                            |
| Tre giocatori 5 | Rimbalzi   | 9 Masa         |              |                            |
| Alan Major | Allenatori | Milagre Macome |              |                            |

### Semifinali
| Kigali 29 maggio 2021, ore 13:00 GMT                                                                                       | Zamalek    | 89 – 71             | Petro Atlético | Kigali Arena (704 spett.) |
| Hodge 19 Punti 18 Morais Hodge 10 Assist 3 Dundão , Gonçalves Mahmoud 7 Rimbalzi 9 Pedro Agustí Julbe Allenatori José Neto |            |                     |                |                           |
| |            |                     |                |                           |
| Hodge 19 | Punti      | 18 Morais           |                |                           |
| Hodge 10 | Assist     | 3 Dundão, Gonçalves |                |                           |
| Mahmoud 7 | Rimbalzi   | 9 Pedro             |                |                           |
| Agustí Julbe | Allenatori | José Neto           |                |                           |

| Kigali 29 maggio 2021, ore 17:30 GMT                                                                                              | U.S. Monastir | 87 – 46            | Patriots | Kigali Arena |
| Abada 18 Punti 13 Ndizeye Abada 5 Assist 2 Cinque giocatori Majok 12 Rimbalzi 10 Wamukota Mounir Ben Slimen Allenatori Alan Major |               |                    |          |              |
| |               |                    |          |              |
| Abada 18 | Punti         | 13 Ndizeye         |          |              |
| Abada 5 | Assist        | 2 Cinque giocatori |          |              |
| Majok 12 | Rimbalzi      | 10 Wamukota        |          |              |
| Mounir Ben Slimen | Allenatori    | Alan Major         |          |              |

### Finale 3º-4º posto
| Kigali 30 maggio 2021 , ore 10:30 GMT | Petro Atlético | 97 – 68 referto                 | Patriots | Kigali Arena (747 spett.) |
| \| \| \| \| \| Joaquim 21 Morais, Richards, Scott 13 Domingos 8 \| Punti \| 18 Gasana 13 Ndizeye 11 Costner \| \| Scott 7 \| Assist \| 3 Gasana, Sagamba \| \| Pedro 9 \| Rimbalzi \| 8 Ndizeye \| \| José Neto \| Allenatori \| Alan Major \| |                |                                 |          |                           |
| |                |                                 |          |                           |
| Joaquim 21 Morais, Richards, Scott 13 Domingos 8 | Punti          | 18 Gasana 13 Ndizeye 11 Costner |          |                           |
| Scott 7 | Assist         | 3 Gasana, Sagamba               |          |                           |
| Pedro 9 | Rimbalzi       | 8 Ndizeye                       |          |                           |
| José Neto | Allenatori     | Alan Major                      |          |                           |

### Finale
| Arbitri: | Samir Abaakil Marie Leslie Cherubin Kingsley Ojeaburu |

|                                                    |            |                                        |
| Ben Romdhane, Crawford 14 Abada, Arakji 13 Majok 3 | Punti      | 15 Fakuade 14 Diabaté, Yasser 12 Hodge |
| Abada 5                                            | Assist     | 6 Diabaté                              |
| Ben Romdhane 10                                    | Rimbalzi   | 12 Elonu                               |
| Mounir Ben Slimen                                  | Allenatori | Agustí Julbe                           |

| Quintetto titolare | Quintetto titolare | Quintetto titolare  | Pt   | Rim  | Ass  |
| ------------------ | ------------------ | ------------------- | ---- | ---- | ---- |
| P                  | 00                 | Omar Abada          | 13   | 4    | 5    |
| G                  | 5                  | Mourad el-Mabrouk   | 2    | 3    | 0    |
| C                  | 15                 | Radhouane Slimane   | 2    | 1    | 2    |
| AC                 | 21                 | Ater Majok          | 3    | 6    | 0    |
| AG                 | 24                 | Makram Ben Romdhane | 14   | 10   | 1    |
| Panchina:          |                    |                     |      |      |      |
| G                  | 1                  | Neji Jaziri         | n.e. | n.e. | n.e. |
| G                  | 2                  | Chris Crawford      | 14   | 3    | 1    |
| P                  | 10                 | Wael Arakji         | 13   | 1    | 2    |
| G                  | 11                 | Oussama Marnaoui    | n.e. | n.e. | n.e. |
| G                  | 22                 | Eskander Bhouri     | n.e. | n.e. | n.e. |
| A                  | 23                 | Firas Lahyani       | 0    | 0    | 0    |
| C                  | 32                 | Mokhtar Ghyaza      | 2    | 5    | 1    |
| Allenatore:        |                    |                     |      |      |      |
| Mounir Ben Slimen  |                    |                     |      |      |      |

| Monastir |  | Zamalek |

| Monastir    | Statistiche        | Zamalek     |
| ----------- | ------------------ | ----------- |
|             | Statistiche        |             |
| 17/43 (39%) | Tiro da 2          | 24/38 (63%) |
| 4/23 (17%)  | Tiro da 3          | 7/24 (29%)  |
| 17/26 (65%) | Tiri liberi        | 7/12 (58%)  |
| 15          | Rimbalzi offensivi | 8           |
| 25          | Rimbalzi difensivi | 32          |
| 40          | Rimbalzi totali    | 40          |
| 12          | Assist             | 15          |
| 18          | Palle perse        | 19          |
| 8           | Palle rubate       | 5           |
| 4           | Stoppate           | 5           |
| 17          | Falli              | 26          |

| Quintetto titolare | Quintetto titolare | Quintetto titolare | Pt   | Rim  | Ass  |
| ------------------ | ------------------ | ------------------ | ---- | ---- | ---- |
| P                  | 00                 | Walter Hodge       | 12   | 1    | 4    |
| PG                 | 2                  | Mohab Yasser       | 14   | 3    | 2    |
| C                  | 10                 | Anas Mahmoud       | 5    | 6    | 2    |
| G                  | 12                 | Eslam Salem        | 0    | 1    | 0    |
| C                  | 50                 | Moustafa Kejo      | 0    | 3    | 0    |
| Panchina:          |                    |                    |      |      |      |
| P                  | 1                  | Souleyman Diabaté  | 14   | 3    | 6    |
| G                  | 14                 | Ahmed Hatem        | n.e. | n.e. | n.e. |
| G                  | 15                 | Omar Hesham        | 5    | 2    | 0    |
| AP                 | 23                 | Ahmed Abdelwahab   | 0    | 0    | 0    |
| AG                 | 24                 | Michael Fakuade    | 15   | 2    | 1    |
| AP                 | 41                 | Haytham Elsaharty  | n.e. | n.e. | n.e. |
| C                  | 42                 | Chinemelu Elonu    | 11   | 12   | 0    |
| Allenatore:        |                    |                    |      |      |      |
| Agustí Julbe       |                    |                    |      |      |      |

## Classifica finale
| Posizione | Squadra               | Record |
| --------- | --------------------- | ------ |
| 1         | Zamalek               | 6–0    |
| 2         | U.S. Monastir         | 5–1    |
| 3         | Petro Atlético        | 5–1    |
| 4         | Patriots              | 3–3    |
| 5         | Ferroviário de Maputo | 2–2    |
| 6         | A.S. Salé             | 2–2    |
| 7         | FAP                   | 1–3    |
| 8         | A.S. Douanes          | 1–3    |
| 9         | Rivers Hoopers        | 1–2    |
| 10        | A.S. Police           | 0–3    |
| 11        | G.S. Pétroliers       | 0–3    |
| 12        | GNBC                  | 0–3    |

## Premi
- Most Valuable Player:  Walter Hodge (Zamalek)[1]
- Defensive Player of the Year:  Anas Mahmoud (Zamalek)
- Sportsmanship Award:  Makram Ben Romdhane (U.S. Monastir)
- Ubuntu Award:  Hicham Benayad-Cherif (G.S. Pétroliers)
- Miglior realizzatore:  Terrell Stoglin (A.S. Salé)[2]

- All-BAL First Team:
  -  Omar Abada (U.S. Monastir)
  -  Walter Hodge (Zamalek)
  -  Wael Arakji (U.S. Monastir)
  -  Makram Ben Romdhane (U.S. Monastir)
  -  Anas Mahmoud (Zamalek)

## Statistiche
Statistiche aggiornate al termine della competizione.

### Statistiche individuali
| Categoria     | Giocatore         | Squadra               | Statistica |
| ------------- | ----------------- | --------------------- | ---------- |
| PPG           | Terrell Stoglin   | A.S. Salé             | 30,8       |
| RPG           | Ibrahima Thomas   | A.S. Police           | 12,0       |
| APG           | Myck Kabongo      | Ferroviário de Maputo | 6,8        |
| SPG           | Bara Diop         | A.S. Douanes          | 2,5        |
| BPG           | Anas Mahmoud      | Zamalek               | 3,2        |
| TPG           | Demarcus Holland  | Ferroviário de Maputo | 4,3        |
| MPG           | Demarcus Holland  | Ferroviário de Maputo | 36,2       |
| % tiro        | Mohab Yasser      | Zamalek               | 69,7%      |
| % tiro da tre | Souleyman Diabaté | Zamalek               | 59,1%      |

#### Migliori prestazioni individuali
| Categoria    | Giocatore         | Squadra               | Statistica |
| ------------ | ----------------- | --------------------- | ---------- |
| Punti        | Terrell Stoglin   | A.S. Salé             | 40         |
| Rimbalzi     | Jone Pedro        | Petro Atlético        | 17         |
| Rimbalzi     | Ibrahima Thomas   | A.S. Police           | 17         |
| Assist       | Myck Kabongo      | Ferroviário de Maputo | 12         |
| Palle rubate | Mokhtar Ghyaza    | U.S. Monastir         | 5          |
| Stoppate     | Anas Mahmoud      | Zamalek               | 5          |
| Tiro da tre  | Radhouane Slimane | U.S. Monastir         | 6          |
| Tiro da tre  | Aristide Mugabe   | Patriots              | 6          |

### Statistiche di squadra
| Categoria     | Squadra         | Statistica |
| ------------- | --------------- | ---------- |
| PPG           | U.S. Monastir   | 89.8       |
| RPG           | FAP             | 42.0       |
| APG           | U.S. Monastir   | 24.2       |
| SPG           | U.S. Monastir   | 11.0       |
| BPG           | Rivers Hoopers  | 5.3        |
| TPG           | G.S. Pétroliers | 22.0       |
| % tiro        | Zamalek         | 49.9%      |
| % tiro da tre | U.S. Monastir   | 36.1%      |